# Polylepis crista-galli
Espèce
Statut de conservation UICN

 VU A1acd, B1+2c : Vulnérable
Polylepis crista-galli est une espèce de plantes à fleurs de la famille des Rosaceae.

## Liste des variétés
Selon Tropicos (11 avril 2019) :
- variété Polylepis crista-galli var. longiracemosa Bitter

## Publication originale
- Botanische Jahrbücher für Systematik, Pflanzengeschichte und Pflanzengeographie 45: 633. 1911.